# Ernst Dronke
Ernst Andreas Dominicus Dronke (nascido em 1822, Alemanha - morte em 1891) foi um escritor e jornalista alemão. Por causa das suas crenças filosóficas, Dronke tornou-se um "verdadeiro socialista". Mais tarde, ele tornou-se membro da Liga Comunista e editor do Neue Rheinische Zeitung. Ele participou na revolta alemã de 1848-1849; após a supressão desta revolta, Dronke emigrou para a Inglaterra. Posteriormente, ele retirou-se da política.